# Megaselia riefi
Megaselia riefi är en tvåvingeart som beskrevs av Mårten Magnus Wilhelm Brenner 2006. Megaselia riefi ingår i släktet Megaselia och familjen puckelflugor.
Artens utbredningsområde är Österrike. Inga underarter finns listade i Catalogue of Life.